# Benisuera
Benisuera település Spanyolországban, Valencia tartományban. Benisuera Alfarrasí községgel határos. Lakosainak száma 185 fő (2024).

## Népesség
A település lakosságának változását az alábbi diagram mutatja:
| Lakosok száma | 188  | 194  | 199  | 193  | 196  | 195  | 194  | 194  | 188  | 185  |
|               | 2001 | 2004 | 2007 | 2009 | 2012 | 2014 | 2017 | 2019 | 2022 | 2024 |